# Nymphon residuum
Nymphon residuum is een zeespin uit de familie Nymphonidae. De soort behoort tot het geslacht Nymphon. Nymphon residuum werd in 1971 voor het eerst wetenschappelijk beschreven door Stock. 